# Aileen McLeod

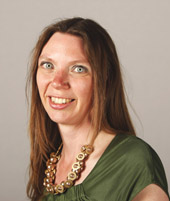
Aileen McLeod

Aileen McLeod (* 24. August 1971 in East Kilbride) ist eine schottische Politikerin (Scottish National Party). McLeod ist ehemalige Abgeordnete des Schottischen Parlaments (2011–2016) sowie ehemalige schottische Ministerin für Umwelt, Klimawandel und Landreformen (2014–2016). Ab der Europawahl 2019 bis zum 31. Januar 2020 war sie Mitglied des Europäischen Parlaments als Teil der Fraktion Die Grünen/EFA.

## Leben

### Jugend und Ausbildung
Aileen McLeod wurde am 24. August 1971 in East Kilbride geboren, wo sie auch die Claremont High School besuchte. Nach ihrer Schulausbildung studierte McLeod an der Universität Edinburgh. Anschließend promovierte sie an der Universität von Central Lancashire.

### Politik
McLeod arbeitete zwischen 2001 und 2004 für das Informationszentrum des schottischen Parlaments. Anschließend war sie für den Europaabgeordneten Alyn Smith in Brüssel tätig und ab 2009 für den SNP-Abgeordneten im Schottischen Parlament, Michael Russell.
Bei den schottischen Parlamentswahlen 2011 kandidierte McLeod erstmals für die SNP. In ihrem Wahlkreis Galloway and West Dumfries konnte sie sich jedoch nicht gegen den Konservativen Alex Fergusson durchsetzen und verpasste damit das Direktmandat. Da McLeod jedoch auch auf der Regionalwahlliste der SNP für die Wahlregion South Scotland gesetzt war, erhielt sie infolge des Wahlergebnisses eines der vier Listenmandate der SNP in dieser Wahlregion und zog erstmals in das schottische Parlament ein.
Am 21. November 2014 wurde McLeod ins Kabinett der Ersten Ministerin Nicola Sturgeon berufen und übernahm das Ressort für Umwelt, Klimawandel und Landreformen, das als Junior Minister dem Cabinet Secretary für Ländliche Angelegenheiten, Ernährung und Umwelt zugeordnet war. Sie folgte Paul Wheelhouse, der im Zuge einer Kabinettsumbildung ein anderes Amt übernahm. In ihrer Funktion als Umweltministerin nahm McLeod unter anderem an der UN-Klimakonferenz 2015 in Paris teil.
2016 kandidierte McLeod erneut bei den Wahlen für das schottische Parlament im Wahlkreis Galloway and West Dumfries. Sie verpasste jedoch das Direktmandat um 1.514 Stimmen an Finlay Carson und zog nicht ins Parlament ein. Ihre Nachfolgerin im Amt, das im zweiten Kabinett Sturgeon auf Cabinet Secretary hochgestuft wurde, war Roseanna Cunningham.
2019 nominierte ihre Partei sie für die Europawahl 2019 auf den dritten Listenplatz der Partei im britischen Europawahlkreis Schottland. Die SNP holte mit 37,8 Prozent der Stimmen drei Mandate im Wahlkreis, eines für McLeod. Sie trat, wie alle SNP-Abgeordneten, der Fraktion Die Grünen/EFA bei, der nicht nur Parteien der Europäischen Grünen Partei, sondern auch der regionalistischen Europäischen Freien Allianz angehören. Zu letzterer gehört auch die Scottish National Party. Für ihre Fraktion war McLeod Mitglied im Ausschuss für Umweltfragen, öffentliche Gesundheit und Lebensmittelsicherheit sowie im Ausschuss für konstitutionelle Fragen. Im Rahmen des Austritts des Vereinigten Königreichs aus der Europäischen Union verließ McLeod das Europäische Parlament zum 31. Januar 2020.

### Privat
McLeod lebt mit ihrem Ehemann in Lanark.